# Fury & Flames
Fury & Flames è il quarto album della band Hate Eternal pubblicato nel 2008. L'album è stato dedicato al bassista Jared Anderson.

## Tracce
1. Hell Envenom – 4:09
2. Whom Gods May Destroy – 3:41
3. Para Bellum – 4:29
4. Bringer of Storms – 5:18
5. The Funerary March – 4:15
6. Thus Salvation – 3:58
7. Proclamation of the Damned – 4:13
8. Fury Within – 3:31
9. Tombeau (Le Tombeau de la Fureur et Des Flames) – 4:41
10. Coronach – 1:41
11. Inside (South American bonus track) – 2:40

- tutte le canzoni sono state composte da Erik Rutan, eccetto le tracce 1 & 3 (Erik Rutan/Shaune Kelly).

## Formazione
- Erik Rutan - chitarra e voce
- Shaune Kelley - chitarra
- Alex Webster - basso
- Jade Simonetto - batteria